# Quân đội nhà Nguyễn
Quân đội nhà Nguyễn (chữ Hán: 軍次 / Quân thứ) là tên gọi các lực lượng vũ trang chính quy của triều Nguyễn từ thời điểm lập quốc cho đến đời vua Tự Đức.
Sau Hòa ước Giáp Thân (1884), quân nhà Nguyễn được nhập vào lực lượng vệ binh thuộc địa với tên gọi lính tập, trực tiếp dưới quyền chỉ huy của các sĩ quan Pháp. Đội quân này tồn tại đến tháng 3 năm 1945, khi quân đội Nhật đảo chính Pháp ở Đông Dương.

## Lịch sử và cơ cấu tổ chức
Quân đội Nguyễn trải qua hai thời kỳ tổ chức và xây dựng

### Thời kỳ các Chúa Nguyễn (1558 - 1777)
Khi chúa Nguyễn Hoàng (chúa Tiên) mang quân đi trấn thủ Thuận Hóa và kết thúc lúc Nguyễn Phúc Thuần (Định Vương) bị tử trận trước quân Tây Sơn do Nguyễn Huệ chỉ huy ở Long Xuyên. Ban đầu, quân đội đi theo Nguyễn Hoàng vào Thuận Hóa có khoảng 3.000 người. Từ năm 1600, được xây dựng theo hướng quân đội của một nhà nước phong kiến. Lực lượng vũ trang nhà Nguyễn lúc này gồm có: bộ binh, thủy binh, pháo binh, tượng binh. Lực lượng bộ binh và thủy binh làm lực lượng bảo đảm cho cơ động với một đội binh thuyền khoảng 200 thuyền chiến và nhiều thuyền vận tải chở quân và lương thực, lực lượng chiến đấu chính là bộ binh. Quân số thường trực có khoảng 40 nghìn người, khi chiến sự xảy ra (trong nội chiến Trịnh - Nguyễn) quân đội Nguyễn lên tới 100 nghìn người.
Hệ thống tổ chức Quân đội Nguyễn gồm có: Dinh, cơ, đội, thuyền.
Trang bị, ngoài vũ khí truyền thống như quân đội các thời trước, quân đội Nguyễn đã được trang bị một số loại vũ khí mới như hỏa pháo, súng hỏa mai, quả nổ ném (tạc đạn)… tự sản xuất dưới sự giúp đỡ của người Bồ Đào Nha.
Quân Nguyễn đã 7 lần giao chiến lớn với quân của chúa Trịnh và phần lớn đã tan rã trước quân khởi nghĩa Tây Sơn trong những năm 1772 - 1777.

### Thời kỳ nhà Nguyễn (1778 - 1945)
Sau khi bị quân Tây Sơn đánh bại, những năm đầu quân Nguyễn chỉ còn lại một bộ phận ít ỏi ở đồng bằng Nam Bộ, do chúa Nguyễn Ánh lãnh đạo. Sau đó nhờ sự giúp đỡ của Bá Đa Lộc (một cha cố đạo Thiên chúa giáo) và người Pháp, chúa Nguyễn Ánh tổ chức lại lực lượng vũ trang của mình (trong đó có cả quân đánh thuê), chống lại nhà Tây Sơn và giành thắng lợi vào năm 1802. Chúa Nguyễn Ánh lên ngôi Hoàng đế và lấy niên hiệu Gia Long, quân đội nhà Nguyễn được xây dựng theo mô hình nhà nước phong kiến trung ương tập quyền. Quân đội nhà Nguyễn trong thời kỳ này trải qua hai giai đoạn khác nhau, ứng với hai thời kỳ của Vương triều Nguyễn. Giai đoạn đầu là quân đội của một Vương triều độc lập tự chủ, giai đoạn sau là quân đội của một quốc gia phong kiến bị mất quyền tự chủ, hoàn toàn lệ thuộc vào chủ nghĩa thực dân Pháp đô hộ.

#### Giai đoạn độc lập (1802 - 1883)
Quân đội nhà Nguyễn có cơ cấu tổ chức như các Triều đại trước nó, gồm các lực lượng bộ binh, thủy binh, tượng binh, kỵ binh, pháo binh. Cơ cấu tổ chức và hệ thống chỉ huy khá hoàn chỉnh. Quân đội nhà Nguyễn chia làm hai bộ phận chính quy, một bộ phận đóng ở kinh đô gọi là Vệ binh, có nhiệm vụ chính là bảo vệ Kinh thành Phú Xuân (Huế). Hệ thống tổ chức và biên chế cơ bản gồm có:
- Doanh biên chế 5 vệ;
- Vệ biên chế 10 đội, đứng đầu vệ là Vệ úy;
- Đội biên chế 5 thập, đứng đầu đội là Suất đội;
- Thập biên chế 10 ngũ, do Chánh đội trưởng chỉ huy;
- Ngũ gồm 5 người, do Ngũ trưởng chi huy.

##### Vệ binh

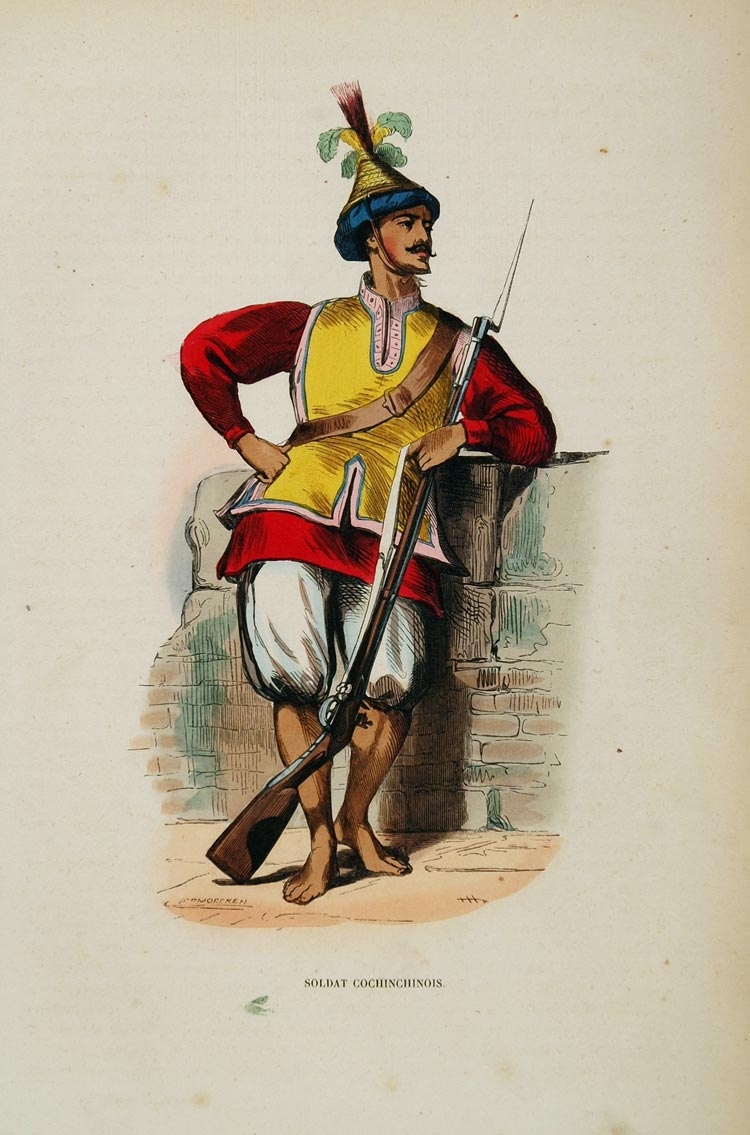
Hình minh họa một lính súng trường Nam Kỳ năm 1843

Vệ binh quân nhà Nguyễn đóng tại kinh đô Huế có khoảng 40 nghìn người. Trong lực lượng Vệ binh lại được chia làm ba loại: Thân binh (hậu cận của vua và bảo vệ cấm thành), gồm 1 doanh và 4 vệ độc lập; Cấm binh làm nhiệm vụ quân cơ động và bảo vệ Kinh thành gồm 6 doanh và một số vệ, đội độc lập như những "binh chủng chuyên môn, kỹ thuật": tượng binh, kỵ binh, thủy binh; Giản binh hay Tinh binh gồm một số vệ và đội thuộc các phủ, huyện, nha...Vệ binh thường tuyển những người Đàng Trong, đến năm 1885 thì lực lượng này tan rã, chỉ còn lại một số nhỏ gọi là Thân binh để hầu cận các vua của triều Nguyễn từ sau khi nhà Nguyễn hoàn toàn đầu hàng thực dân Pháp xâm lược. Cơ binh là lực lượng đóng giữ các tỉnh, lộ, trấn (một số tỉnh như Thanh Hóa, Nghệ An, Hà Tĩnh… cón có các vệ thuộc lực lượng Cấm binh do quan tỉnh trực tiếp chỉ huy song lệ thuộc vào các doanh ở kinh đô).
1. Thân binh gồm các vệ Cẩm Y, vệ Kim Ngô, vệ Tuyển Phong và doanh Vũ Lâm.
2. Cấm binh gồm các doanh Thần Cơ, doanh Thần Phong, doanh Long Vũ, doanh Hổ Uy, doanh Hùng Nhuệ, vệ Kỳ Vũ, vệ Kinh Tượng (tượng binh), vệ Thượng Tứ (kỵ binh), vệ Long Thuyền (chuyên chở thuyền vua), viện Vũ Bị (lính dùng súng), viện Thượng Trà (dâng nước), đội Tư Pháo (chế thuốc súng), đội Tài Thụ (trồng cây), đội Giáo Dưỡng, vệ Võng Thành (lo bẫy săn cho vua), đội Thượng Thiện (bếp núc) và đội Phụng Thiện.
3. Tinh binh gồm có ba doanh của Kinh kỳ thủy sư, vệ Giám Thành, vệ Thủ Hộ, vệ Dực Hùng, ty Lý Thiện (bánh trái để cúng tế), thự Hòa Thanh (ca nhạc), thự Thanh Bình (múa).

##### Binh lính ở các tỉnh
Trong quân đội thì có các đội bộ binh, pháo binh và tượng binh (không có kỵ binh dùng giao chiến tuy kỵ binh vẫn có vai trò lễ nghi). Lính tòng quân thì chia thành hai lực lượng: lính vệ (lính giản) và lính cơ (lính lệ). Lính vệ là quân đội chính quy, thường tại ngũ, chủ yếu đóng ở kinh kỳ cùng các tỉnh thành. Lính vệ còn gọi là tuyển binh. Lính cơ thuộc loại lính mộ địa phương nên còn gọi là biền binh hay mộ binh, khi cần tới thì gọi nhưng thời bình thì về quê làm ruộng, chủ yếu là bổ sung thêm cho lực lược chính quy hay đóng ở phủ huyện. Phép luân phiên đó gọi là "Biền binh định lệ". Các đơn vị thì chia làm ba phiên; hai phiên cho về quê, chỉ giữ một phiên. Hết hạn lại thay phiên ra sung vào quân dịch.
Cơ binh tổ chức theo hệ thống:
- Doanh đứng đầu là quan đề đốc;

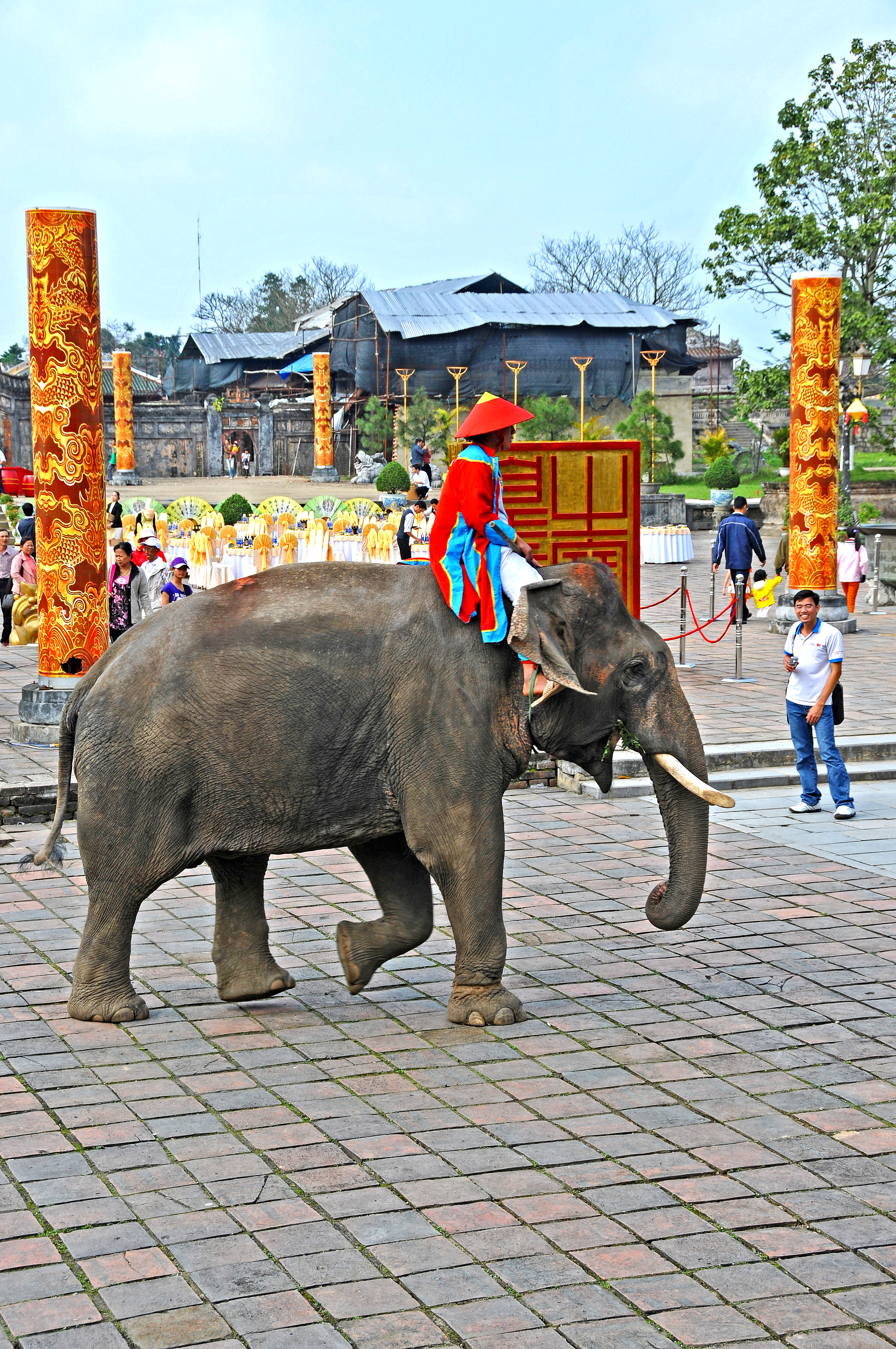
Phục dựng tượng binh nhà Nguyễn tại Huế

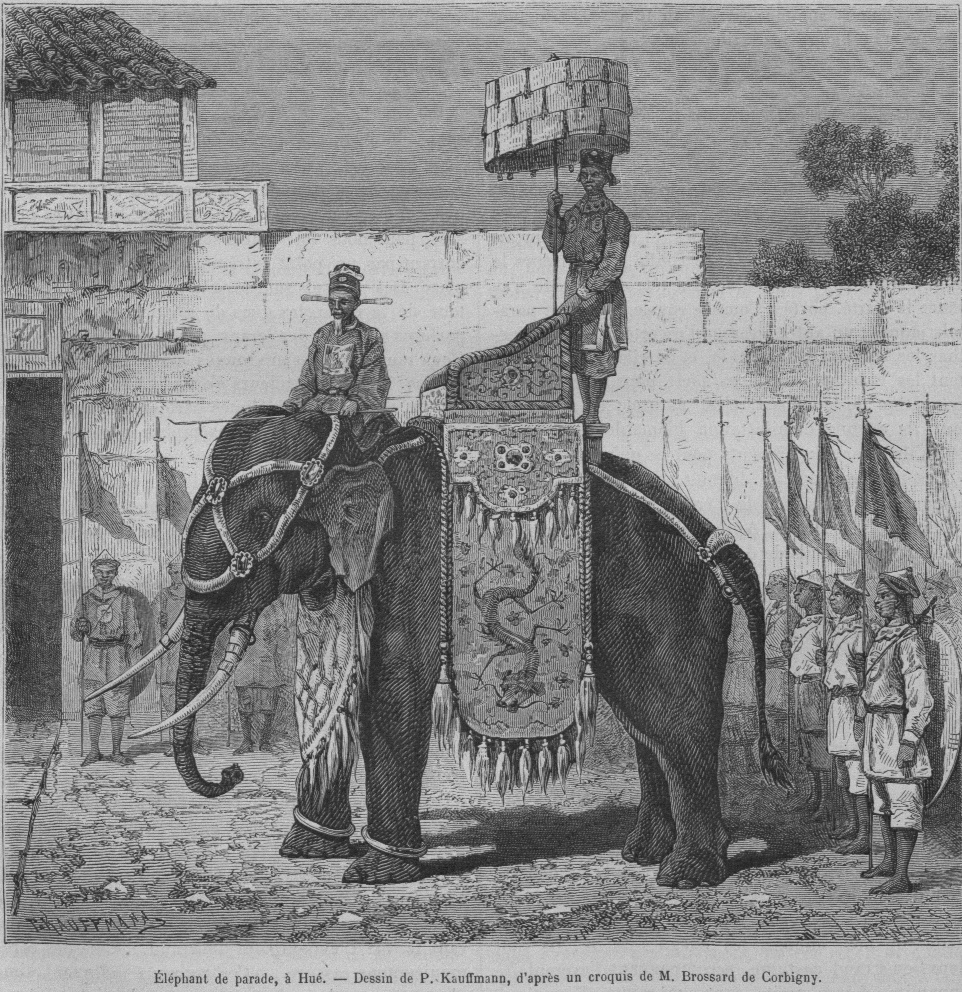
Nghi vệ tượng binh theo tranh vẽ của Pháp thế kỷ 19

- Liên cơ đứng đầu là quan lãnh binh;
- Cơ (tương đương vệ) đứng đầu là chưởng cơ hay quản cơ;
- Dưới cơ là các tổ chức đội, thập, ngũ.

Đội quân Cơ binh của Quân đội nhà Nguyễn thời kỳ đầu có quân số khoảng 150 nghìn người, đến cuối thời kỳ này (1880) quân số này giảm đi đáng kể, ở miền Bắc còn khoảng 60 nghìn người. Ngoài hai lực lượng chính là Vệ binh và Cơ binh, quân đội Nguyễn còn có lính trạm và lính lệ. Trong giai đoạn này, các lực lượng như thủy binh, tượng binh, pháo thủ binh được xây dựng như nước binh chủng chiến đấu.
Thủy binh được chú trọng phát triển với trên 20 nghìn người và một đội thuyền binh lên tới khoảng 800 chiếc, không kể các thuyền làm nhiệm vụ vận tải. Trong lực lượng thuyền binh Nguyễn thời kỳ này đã có một vài chiếc thuyền được thiết kế theo kiểu chiến thuyền của châu Âu, trang bị mỗi thuyền 36 pháo. Có 200 pháo thuyền trang bị từ 16-22 khẩu pháo. Có 100 đại chiến thuyền với 50-70 mái chèo được trang bị pháo và cự thách pháo. Còn lại khoảng 500 chiến thuyền có khoảng 40 mái chèo và trang bị một pháo loại súng thần công.
Thủy quân cũng được tổ chức thành các đơn vị gọi là doanh như bộ binh. Mỗi doanh được biên chế gồm một số vệ (cơ), dưới cơ là các đội thuyền. Thuyền là đơn vị chiến đấu cơ sở. Tùy theo từng loại thuyền mà có số lượng quân khác nhau, trung bình mỗi thuyền chiến đấu có 50-60 người, Đứng đầu là lực lượng thủy binh quân đội Nguyễn thường là Thủy sư đô đốc.
Lực lượng tượng binh ban đầu tổ chức thành 1 doanh gồm có 5 vệ với 50 thớt voi ở kinh đô và 7 cơ ở những tỉnh mà triều Nguyễn xét thấy quan trọng. Sau đó số lượng co hẹp lại chỉ còn 2 vệ ở kinh đô và một vài cơ ở một số tỉnh.
Lực lượng pháo thủ binh cũng được tổ chức thành các doanh, dưới doanh, dưới doanh là vệ (cơ), mỗi vệ gồm một số đội. Biên chế mỗi vệ pháo thủ binh gồm 500 quân và trang bị 10 súng thần công, 200 súng điều sang; với các đơn vị đội biên chế 50 quân và 1 súng thần công. Đối với các đội, cơ pháo thủ binh thuộc lực lượng cơ binh của các tỉnh trực tiếp quản lý lệ thuộc doanh Thần cơ của triều đình về các mặt huấn luyện, trang bị vũ khí.
Dưới thời Minh Mạng đến Tự Đức, Quân đội nhà Nguyễn có khoảng 120 nghìn người. Thời Minh Mạng, quân đội vẫn còn sức chiến đấu khá cao, từng đánh thắng quân Xiêm một số lần. Tuy nhiên sức chiến đấu của Quân đội nhà Nguyễn thời Tự Đức đã yếu kém đi nhiều do trang bị lạc hậu so với quân đội các nước đương thời, huấn luyện kém và triều đình ít quan tâm. Quân đội Nguyễn trong giai đoạn này đã bị quân xâm lược Pháp đánh bại và để đất nước rơi vào sự đô hộ của thực dân Pháp.

#### Giai đoạn 2 - thời kỳ Pháp thuộc (1884 - 1945)
Việt Nam đã bị Pháp xâm lược hoàn toàn và chia ra làm ba xứ để cai trị với ba chế độ khác nhau. Quân đội nhà Nguyễn lúc này vẫn tồn tại hai thành phần là Vệ binh và Cơ binh. Trong lực lượng Vệ binh chỉ còn có Thân binh với biên chế khoảng 2.000 quân trong 4 vệ và 1 đội quân nhạc phục vụ các nghi lễ của triều đình Nguyễn (khoảng 50 nhạc công). Lực lượng cơ binh chủ yếu là bộ binh chỉ còn lại ở các tỉnh Bắc Kỳ do quan đầu tỉnh của triều đình Huế trực tiếp chỉ huy nhưng dưới sự giám sát của viên công sứ Pháp. Lực lượng Cơ binh có khoảng 27.000 quân được chia thành 4 đạo đóng trên địa bàn các tỉnh xung quanh Hà Nội và châu thổ sông Hồng. Khi người Pháp lập nền bảo hộ ở Bắc Kỳ thì họ ghi nhận ở mỗi tỉnh có đề đốc là võ quan đầu tỉnh, lãnh binh phụ tá, chỉ huy khoảng 3 nghìn đến 6 nghìn quân.
Năm 1891, Toàn quyền Đông Dương của Pháp ra nghị định thành lập lực lượng Cơ binh do Pháp trực tiếp tổ chức, trang bị và chỉ huy; lực lượng này ban đầu có khoảng 4.000 quân, làm nhiệm vụ phục vụ quan lại người Việt ở các tỉnh, huyện và canh gác công sở ở địa phương. Và với nghị định này của Toàn quyền Đông Dương đã đặt dấu chấm hết cho Quân đội nhà Nguyễn với tư cách là lực lượng vũ trang của nhà nước phong kiến độc lập.
Cách mạng tháng Tám năm 1945 đã lật đổ nhà nước phong kiến cuối cùng ở Việt Nam, lực lượng vũ trang của nhà Nguyễn cũng theo đó mà tan rã.

## Phân cấp bậc, phương thức tuyển quân, trang bị vũ khí

### Đơn vị và cấp chỉ huy
Quân đội nhà Nguyễn có 5 vị chỉ huy cao nhất chia theo 5 đạo quân, gồm trung quân, tả quân, hữu quân, tiền quân, và hậu quân. Quân hàm này được người Pháp dịch là "maréchal" như trường hợp Lê Văn Duyệt. Ông được gọi là đức Tả quân vì ông chỉ huy đạo quân đó. Dưới 5 vị tướng quân này là thống chế'' (người Pháp dịch là "maréchal-amiral"), đề đốc ("général de division" hoặc "général de brigade"), lãnh binh ("colonel") và phó lãnh binh ("lieutenant-colonel").
Đơn vị nhà binh nhỏ nhất gọi là ngũ gồm 5 người có ngũ trưởng đứng đầu. Hai ngũ là một thập, tức 10 người có cai chỉ huy. Năm thập là một đội, tức 50 lính, có chánh suất đội chỉ huy và phó suất đội phụ tá. Tập hợp 10-12 đội là một vệ hay một cơ, tức khoảng 500-600 lính (người Pháp dịch là "bataillon"). Vệ thì có vệ úy, còn gọi là chưởng vệ hay chánh vệ (còn gọi là lãnh binh) chỉ huy và phó vệ hiệp tá. Cơ thì có quản cơ và phó quản cơ. Một doanh là năm đến tám vệ, khoảng 2.500-4.800 lính.
Các vị tướng chỉ huy tập trung lo phần chiến thuật và luyện tập trong khi chiến lược và tổng điều hành thì thuộc Bộ Binh, một trong sáu thành phần của Lục bộ trong triều.
| Ngạch võ quan | Ngạch võ quan                                      | Ngạch võ quan       | Ngạch võ quan                             | Ngạch võ quan                           |
| phẩm trật     | quan tước                                          | huy hiệu trên bố tử | tương đương tiếng Pháp                    | đơn vị chỉ huy                          |
| ------------- | -------------------------------------------------- | ------------------- | ----------------------------------------- | --------------------------------------- |
| Nhất phẩm     | Ngũ quân Đô Thống chưởng phủ sự, Ngũ quân Đô Thống | kỳ lân              | maréchal                                  | đạo                                     |
| Nhị phẩm      | Thống chế, Đề đốc, Chưởng vệ                       | bạch trạch          | général                                   | doanh (2.500-4.800 lính)                |
| Tam phẩm      | Lãnh binh, Vệ úy, phó Vệ úy, Đốc binh              | sư tử               | colonel, commandant de la Garde impériale | vệ (500-600 lính) tiếng Pháp: bataillon |
| Tứ phẩm       | Quản cơ, phó Quản cơ, Hiệp quản                    | hổ                  | chef de régiment provincial               | cơ (500-600 lính) régiment              |
| Ngũ phẩm      | Cai đội                                            | báo                 | capitaine                                 | đội (50 lính) compagnie                 |
| Lục phẩm      | Chánh đội trưởng suất đội                          | hùng                | lieutenant                                |                                         |
| Thất phẩm     | Chánh đội trưởng suất thập                         | bưu                 | sergent                                   | thập (10 lính) escouade                 |
| Bát phẩm      | Đội trưởng suất thập                               | hải mã              | caporal                                   | ngũ (5 lính) section                    |
| Cửu phẩm      | Thơ lại                                            | tê ngưu             | sergent-fourrier                          |                                         |

### Việc tuyển lính
Phép tuyển lính triều Nguyễn có tên là "Giản binh định lệ". Theo đó thì lính vệ được tuyển theo nguyên quán. Các tỉnh từ Quảng Bình đến Bình Thuận thì ba suất đinh tuyển lấy một lính. Các tỉnh Nam Kỳ, tức từ Bình thuận vào Nam thì năm suất đinh lấy lấy một lính. Các tỉnh từ Hà Tĩnh trở ra trung châu Bắc Kỳ cùng Quảng Yên thì bảy suất đinh tuyển lấy một lính. Riêng các tỉnh thượng du gồm Hưng Hóa, Tuyên Quang, Thái Nguyên, Lạng Sơn và Cao Bằng thì 10 suất đinh mới tuyển lấy một lính.
Thời hạn tại ngũ cũng căn cứ theo loại lính và quê quán của người lính. Đối với binh lính được tuyển từ các tỉnh thuộc Nam Kỳ và từ Hà Tĩnh trở ra Bắc thì phải tòng quân 10 năm. Lính từ các Quảng Bình đến Khánh Hòa phải chịu 15 năm. Tuổi tối đa phục vụ trong quân đội thường trực là 50 (quy định này có từ năm 1868). Binh lính được cấp ruộng ở quê, hưởng lương ăn và một ít tiền.
Việc thi tuyển chủ yếu căn cứ theo tầm vóc và sức mạnh. Ai xách quả tạ nặng 100 cân bằng một tay đi được 30 trượng thì xếp hạng ưu; đi 24 trượng thì hạng thứ ưu; đi 20 trượng thì hạng bình; 16 trượng là hạng thứ bình; 10 trượng là hạng thứ. Quan võ cũng được tuyển chọn từ các kì thi võ.
Triều Minh Mạng lại lập thêm đội "Giáo dưỡng binh" để con các võ quan theo học cùng được lãnh lương hầu đào tạo giới trẻ. Học trình kéo dài sáu năm.
Khi còn giao chiến với lực lượng Tây Sơn quân đội nhà Nguyễn có thu nạp một số sĩ quan và binh lính ngoại quốc trong số đó có người ở lại nhận quan tước vào triều Gia Long như Jean-Baptiste Chaigneau và Philippe Vannier, giúp huấn luyện quân sĩ theo phương thức Âu châu. Sang triều Minh Mệnh thì đa số chọn hồi hương và quân đội nhà Nguyễn mất đi nguồn kiến thức tân tiến về chiến thuật và chiến cụ.

Ngoài ra, nhà Nguyễn còn sử dụng những người mắc tội để sung quân, làm đồn điền tại những miền biên viễn như trấn Gia Định hay trấn Tây Thành (Campuchia). Tại Gia Định, lực lượng này chủ yếu gồm những tội phạm gốc ở Bắc hay Trung Kỳ, gọi là quân Thanh Thuận, An Thuận, Hồi Lương và Bắc Thuận. Thanh Thuận và An Thuận là những người tham gia cuộc nổi loạn tại Thanh Hóa, Nghệ An trong thập kỷ 1810. Hồi Lương là những tội phạm cũ, nay được tha và đưa vào quân đội để chuộc tội. Bắc Thuận là những người trốn tránh lao dịch, bỏ làng xã, không có tên trong sổ bạ ở Bắc Thành được tuyển mộ vào quân ngũ, tức là khác với những binh lính quân dịch thông thường. Các đơn vị Hồi Lương và Bắc Thuận là những toán quân tích cực tham gia vào cuộc cuộc nổi dậy Lê Văn Khôi sau này.

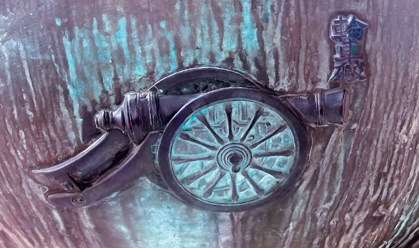
Luân xa pháo trên Nhân Đỉnh, Huế, 1836

### Quân số
Đầu thời Gia Long, quân số và trang bị như sau:
- 113.000 lính bộ binh, trong đó gồm: 30.000 lính trong 12 chi đoàn được trang bị vũ khí kiểu phương Tây (khoảng 3 lính có 1 súng), 15.000 pháo thủ với 400 đại bác, 42.000 lính mang gươm giáo thông thường hoặc súng cổ, 12.000 lính vệ binh được huấn luyện kiểu châu Âu, 8.000 tượng binh với 200 voi chiến, 6000 bộ binh cưỡi trâu.
- Xưởng đúc súng ở Phường Đúc Huế có 8.000 thợ làm việc.
- 26.800 lính thủy, bao gồm cả 8000 thợ trong xưởng đóng tàu. Trang bị có 3 chiến thuyền lớn kiểu phương Tây, 100 chiến thuyền lớn có máy bắn đá và đại bác, 200 chiến thuyền nhó trang bị từ 16 đến 20 đại bác, 500 thuyền nhỏ hơn có máy bắn đá và 1 đại bác.

Đến thời Minh Mạng quân số bộ binh giảm đi, nhưng tỷ lệ bộ binh mang súng tăng lên, số voi chiến cũng tăng lên 500 con. Kinh thành có 150, ở Bắc thành có 110, ở Gia Định có 75, ở Quảng Nam có 35, ở Bình Định có 30, ở Nghệ An có 21, ở Quảng Bình, Quảng Ngãi, Thanh Hóa, mỗi tỉnh có 15 con; ở Quảng Trị, Phú Yên, Bình Thuận và Ninh Thuận mỗi tỉnh có 10 voi chiến.
Năm Minh Mạng thứ 10 (1829), theo lời Minh Mạng phê vào tấu sớ của tống trấn Quảng Nam, quân đội nhà Nguyễn có khoảng 10 vạn bộ binh, trong kho quân khí có khoảng 3 vạn súng cầm tay (cứ 10 lính có 3 súng), số còn lại dùng vũ khí truyền thống như gươm giáo, cung tên.
Nếu lấy trung bình là tám suất đinh lấy một lính, căn cứ trên số tráng đinh năm 1847 (thời Thiệu Trị) là 1.024.388 thì có khoảng 128.000 lính trên toàn quốc. Áp dụng phép "Biền binh định lệ" tức luân phiên cho lính về quê làm ruộng thì số quân hiện dịch là khoảng 40.000–50.000.
Theo đánh giá của tướng Pháp de Courcy khi Pháp xâm lược Việt Nam năm 1885, quân đội chính quy của nhà Nguyễn là khoảng 70.000 người, trong số đó 12.000 tuyển mộ từ các vùng quanh kinh thành Huế. Ngoài ra, theo de Courcy, cũng phải kể đến "vô số" các toán dân quân thành lập và đóng tại các tỉnh thành lớn, cũng như khắp các thôn làng. Các đội dân quân này tuy đông nhưng trang phục rách rưới, vũ trang sơ sài, và thiếu tổ chức.

### Vũ khí và luyện tập
Súng ống của pháo binh thời nhà Nguyễn thì cỡ lớn là súng đại bác, súng thần công; nhỏ là súng hỏa mai.
Về trang bị trong thời kì độc lập (1802 – 1883), quân đội nhà Nguyễn khá phát triển trong thời kì đầu. Nhiều đơn vị được trang bị hỏa khí như ống phun lửa, quả nổ, súng điều sang (gồm thạch cơ điều sang, thần cơ điều sang, bắc cơ điều sang), pháo (súng thần cơ, thần công thiết bác). Triều Minh Mạng thì mỗi vệ (500 lính) có 2 khẩu thần công và 200 khẩu thạch cơ điểu thương với tỉ lệ 4 tay súng cho mỗi 10 lính. 
Súng và pháo thời Gia Long, Minh Mạng phỏng theo các mẫu của phương Tây cuối thế kỷ 18, tức là còn tương đối mới, tuy nhiên chất lượng kém hơn (độ chính xác thấp hơn, nhanh hao mòn hơn) do trình độ luyện kim, điều chế thuốc súng của các quân xưởng nhà Nguyễn thấp hơn so với các xưởng tại châu Âu. Ví dụ như năm 1834, triều đình cho đúc thử hai loại pháo lớn, nặng vài nghìn cân (gọi là “Phá địch thượng tướng quân” và “Phá địch đại tướng quân), mỗi thứ hai khẩu, nhưng khi bắn thử thì pháo bị nứt vỡ (do gang đúc không đảm bảo chất lượng)
Sang triều Tự Đức thì trang bị sa sút hẳn; mỗi đội (50 lính) có 5 khẩu điểu thương nên tỉ lệ rút thành 1 tay súng cho mỗi 10 lính. Hằng năm, tập bắn chỉ một lần và mỗi tay súng chỉ có quyền bắn 6 viên đạn, ai bắn hơn số ấy phải bồi thường.

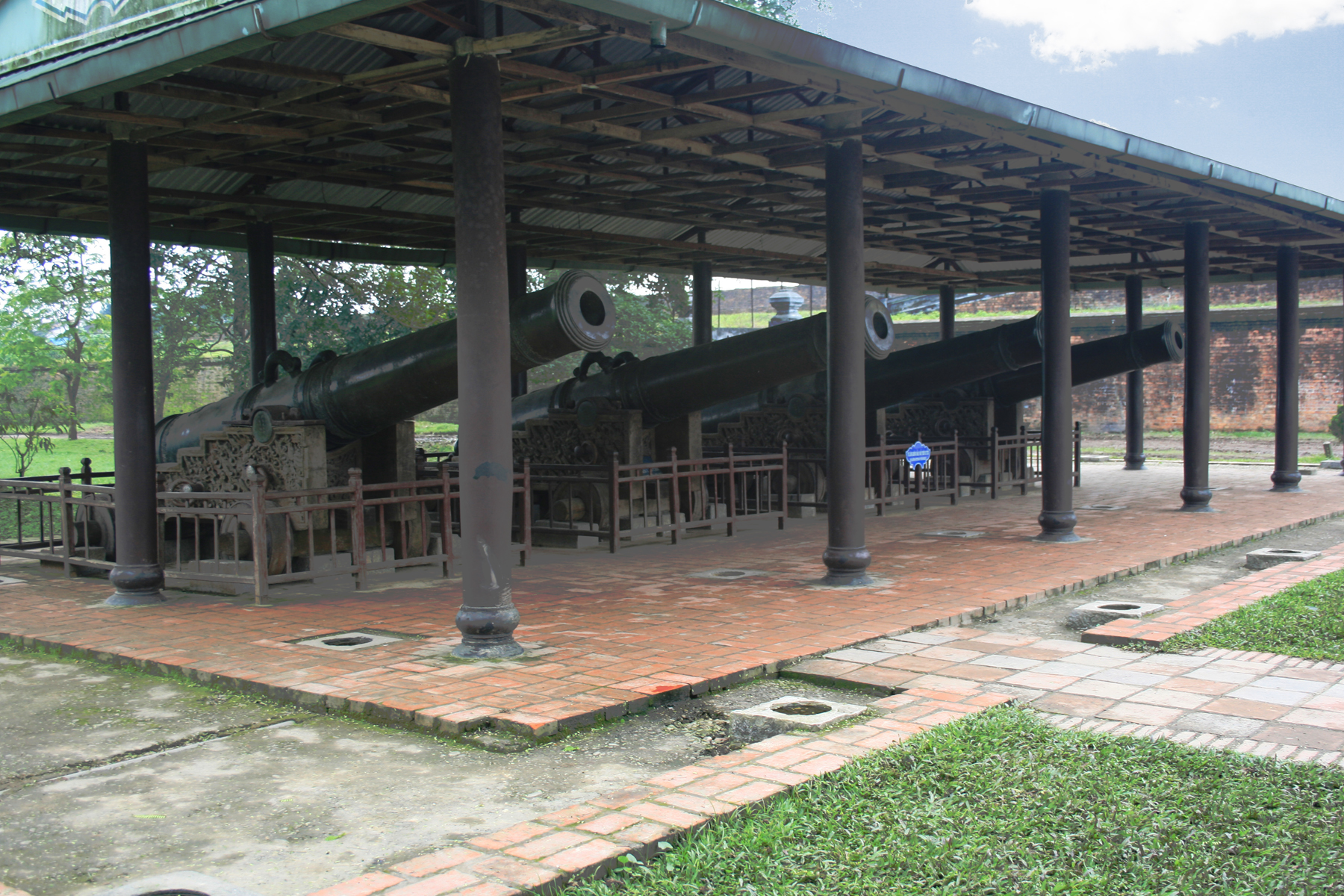
Đại bác thời Gia Long (cỡ nòng 220 mm) dùng để hành lễ.

Trong thời kì Pháp thuộc (1884 – 1945), sức chiến đấu của quân đội nhà Nguyễn càng yếu kém do trang bị lạc hậu so với quân đội các nước đương thời, huấn luyện kém và triều đình ít quan tâm. Quân đội nhà Nguyễn trong giai đoạn này đã bị quân Pháp đánh bại và để đất nước rơi vào sự đô hộ của thực dân Pháp.

## Thành lũy

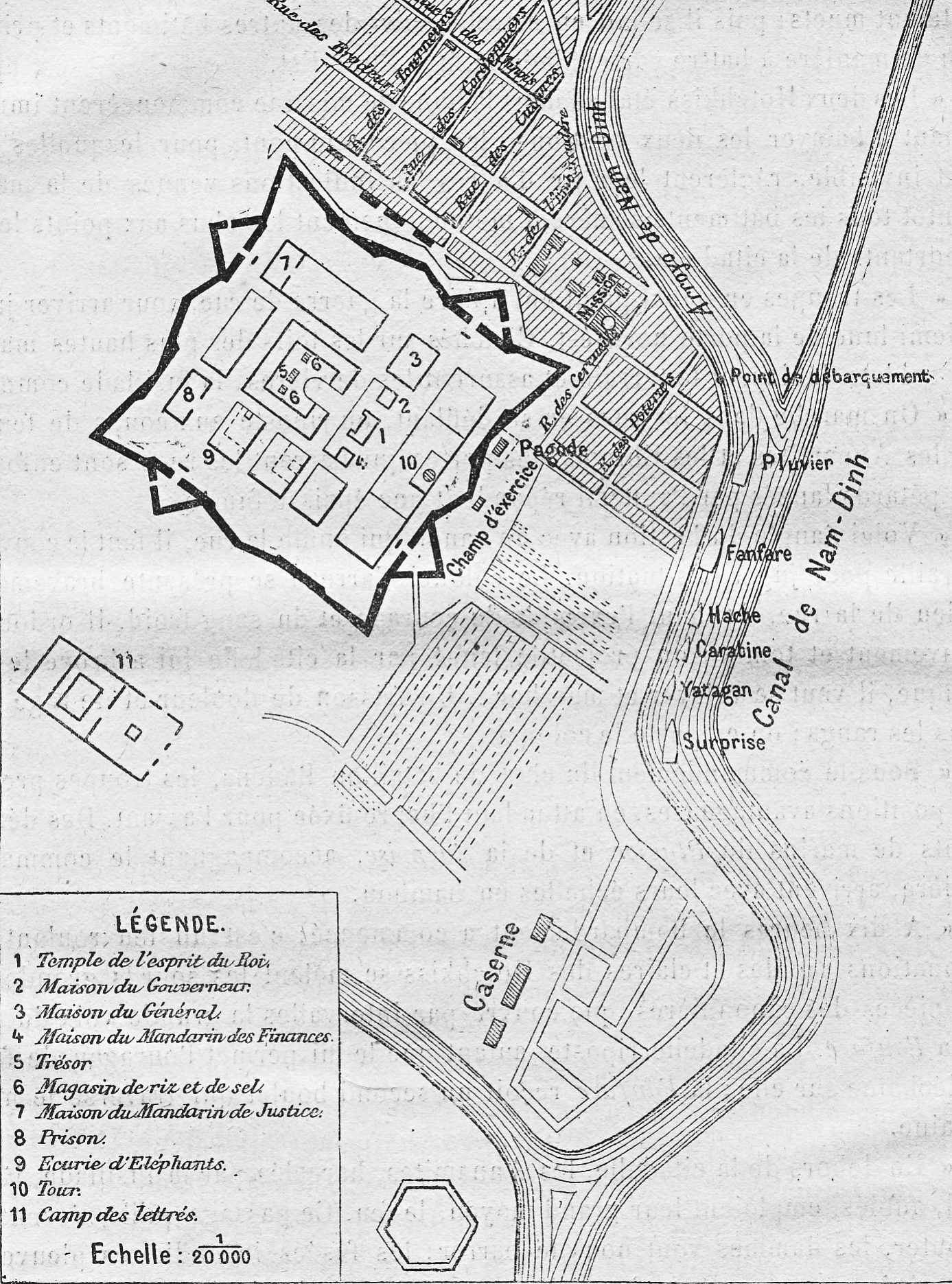
Bình diện thành Nam Định theo quy thức Vauban

Bắt đầu từ triều Gia Long, nhà Nguyễn cho xây một số thành quách áp dụng phép kiến trúc Vauban với chủ ý phòng thủ như kinh thành Huế (1805-1832); Bắc Thành (Hà Nội) (1805); Gia Định (Sài Gòn) (1832).
Kiến trúc Vauban vốn du nhập Việt Nam từ thế kỷ trước do Olivier de Puymanel (sử Việt thường gọi là Nguyễn Văn Tín) đem đến nhưng đến thời Nguyễn thì được áp dụng rộng rãi. Ở những thị trấn nhỏ hơn nhưng có giá trị chiến lược triều đình cũng cho xúc tiến xây cất thành lũy phòng ngự trong số đó có Thanh Hóa (1804), Bắc Ninh (1805), Quảng Ngãi (1807), Khánh Hòa (1810), Bình Định (1817), Sơn Tây (1822), Nghệ An (1831), Hải Dương, Hưng Yên (1832), Nam Định (1833) và Điện Hải (Đà Nẵng) (1847). Xét về mặt chiến lược thì cách xây cất có tính cách khoa học nhưng vị trí và phương hướng còn bị chi phối bởi thuật phong thủy.
Những thành lũy này phản ảnh chiến thuật coi trọng thế "thủ" hơn thế "công" của triều đình nhà Nguyễn.

## Suy thoái và thất bại
Năm 1822, Đại sứ Anh John Crawfurd sang thăm Việt Nam đã có ghi chép về quân đội nhà Nguyễn thời Minh Mạng. Họ được trang bị súng hỏa mai, lưỡi lê hoặc giáo. Súng được bảo quản tốt, quân lính có kỷ luật và diễn tập theo chiến thuật châu Âu. Người lính Nguyễn nhìn chung dễ bảo và biết nghe lệnh; tuy thấp bé nhưng mạnh mẽ, linh hoạt và bền bỉ. Tuy nhiên, Crawfurd cho rằng lính nhà Nguyễn không có đủ can đảm. Sự cưỡng bức phục vụ quân đội gây ra nhiều hệ lụy, tinh thần và kỹ năng của quân lính kém cỏi. Ông đánh giá rằng quân Nguyễn chỉ đe dọa được các nước nhỏ kế bên, họ không có cơ hội nào để chống lại một quân đội châu Âu đầu thế kỷ 19. Thậm chí, Crawfurd tin rằng, ở châu Á, Việt Nam là quốc gia dễ dàng bị chinh phục bởi châu Âu nhất. Hai vùng Bắc Thành và Gia Định Thành nằm cách xa, hay có nổi loạn. Các đồn binh và kho vũ khí, kể cả kinh đô, đều nằm sát bờ biển, rất dễ bị tập kích. Miền Trung phụ thuộc vào các nguồn cung và lương thực từ miền Bắc và miền Nam theo đường biển vốn dễ bị cắt đứt, nhất là Gia Định Thành. Crawfurd cho rằng, đối với thời Minh Mạng, chỉ cần một lực lượng quân châu Âu với 5.000 người, và một đội tàu chiến cỡ nhỏ cũng dư sức chinh phục và thiết lập sự cai trị vĩnh viễn nước này. Crawfurd đã dự đoán viễn cảnh mà nước Việt Nam bị cai trị bởi châu Âu, nhất là người Pháp (điều này 60 năm sau đã trở thành sự thật)
Sau thời Minh Mạng, quân đội nhà Nguyễn càng ngày càng lạc hậu do các vị vua sau này không quan tâm mấy đến việc võ bị. Dưới thời Tự Đức, công tác quốc phòng của nhà Nguyễn có sự tương phản rõ rệt với các triều trước. Một trong các lý do khiến tình hình quân đội suy sút là vấn đề tài chính. Thời kỳ Gia Long hay Minh Mạng, lấy quân đội phương Tây làm kiểu mẫu, cần tinh nhuệ chứ không cần nhiều, nên bỏ bớt số lượng người cầm cờ từ 40 người xuống 2 người trong đội ngũ đơn vị 1 vệ. Thời Minh Mạng, các cuộc chiến với Xiêm và các cuộc nổi dậy trong nước đã khiến ngân khố cạn kiệt, nên sang thời Tự Đức, vũ khí và trang thiết bị mới gần như không có. Về thủy binh, không tàu hơi nước nào được đóng mới, thủy quân thậm chí không đủ khả năng bảo vệ bờ biển chống hải tặc. Việc giảng dạy binh pháp không chú trọng tới sách vở phương Tây nữa mà quay trở lại với Binh thư yếu lược của Trần Hưng Đạo. Đời sống quân lính không được quan tâm thoả đáng, lương thực lại bị ăn bớt. Do đó tinh thần chiến đấu của quân sĩ không cao.
Nhà sử học Trần Trọng Kim đã nhận xét về việc võ bị thời Tự Đức:
| “ | Tuy bấy giờ nước ta có lĩnh võ sinh, có quan võ tiến sĩ, nhưng mà thời đại khác đi rồi, người ta đánh nhau bằng súng nạp hậu, bằng đạn trái phá chứ không bằng gươm bằng giáo như trước nữa. Mà quân lính của mình mỗi đội có 50 người thì chỉ có năm người cầm súng điểu thương cũ, phải châm ngòi mới bắn được, mà lại không luyện tập, cả năm chỉ có một lần tập bắn. Mỗi người lính chỉ được bắn có 6 phát đạn mà thôi, hễ ai bắn quá số ấy thì phạt. Quân lính như thế, binh khí như thế, mà quan thì lại cho lính về phòng, mỗi đội chỉ để độ chừng 20 tên tại ngũ mà thôi. Vậy nên đến khi có sự, không lấy gì mà chống giữ được. | ” |

Do quan điểm khoa học quân sự của vua quan nhà Nguyễn không hề vượt quá khuôn khổ của khoa học quân sự phong kiến. Việc không bắt kịp với thành tựu mới của khoa học phương Tây thời Tự Đức khiến quân sự Việt Nam bị lạc hậu nhiều so với phương Tây. Do đó, khi bị người Pháp đánh năm 1858, khoảng cách về trang thiết bị giữa quân đội nhà Nguyễn và quân Pháp đã khá xa.
Đến thập niên 1860, quân đội nhà Nguyễn đã rất suy thoái. Năm 1873, quân Pháp kéo ra Bắc Bộ, chỉ với vài trăm lính đã đánh tan tác quân Nguyễn, chiếm được nhiều vùng. Tiêu biểu như trận thành Ninh Bình, chỉ 8 lính Pháp cũng đã chiếm được tòa thành do 1700 lính Nguyễn phòng thủ mà không chịu thuơng vong nào (vì quân Nguyễn đã bỏ chạy hết sau khi nghe tiếng đạn pháo, không ai dám bắn trả). 
Không chống nổi quân Pháp, ngay cả các nhóm thổ phỉ như quân Cờ đen mà quân chính quy nhà Nguyễn cũng không thể đánh dẹp được, để nhóm này cướp phá khắp nhiều tỉnh Bắc bộ. Cuối cùng nhà Nguyễn phải quay sang trả tiền để thuê nhóm này giúp chống Pháp. Một võ tướng bấy giờ là Ông Ích Khiêm không đồng tình khi triều đình Huế thuê quân Cờ Đen chống chọi với Pháp. Ông cũng chê trách các võ quan Việt bất tài, khi có biến thì phải nhờ vào người Tàu để đánh giặc. Ông có làm bài thơ chê trách sự xa xỉ, hèn nhát của các quan trong triều:
Áo chúa cơm vua hưởng bấy lâu
Đến khi có giặc phải thuê Tàu
Từng phen võng giá mau chân nhẩy
Đến bước chông gai thấy mặt đâu
Tiền bạc quyên hoài dân xác mướp
Trâu dê ngày hiến đứa răng bầu
Ai ôi hãy chống trời Nam lại
Kẻo nửa dân ta phải cạo đầu

## Hình ảnh

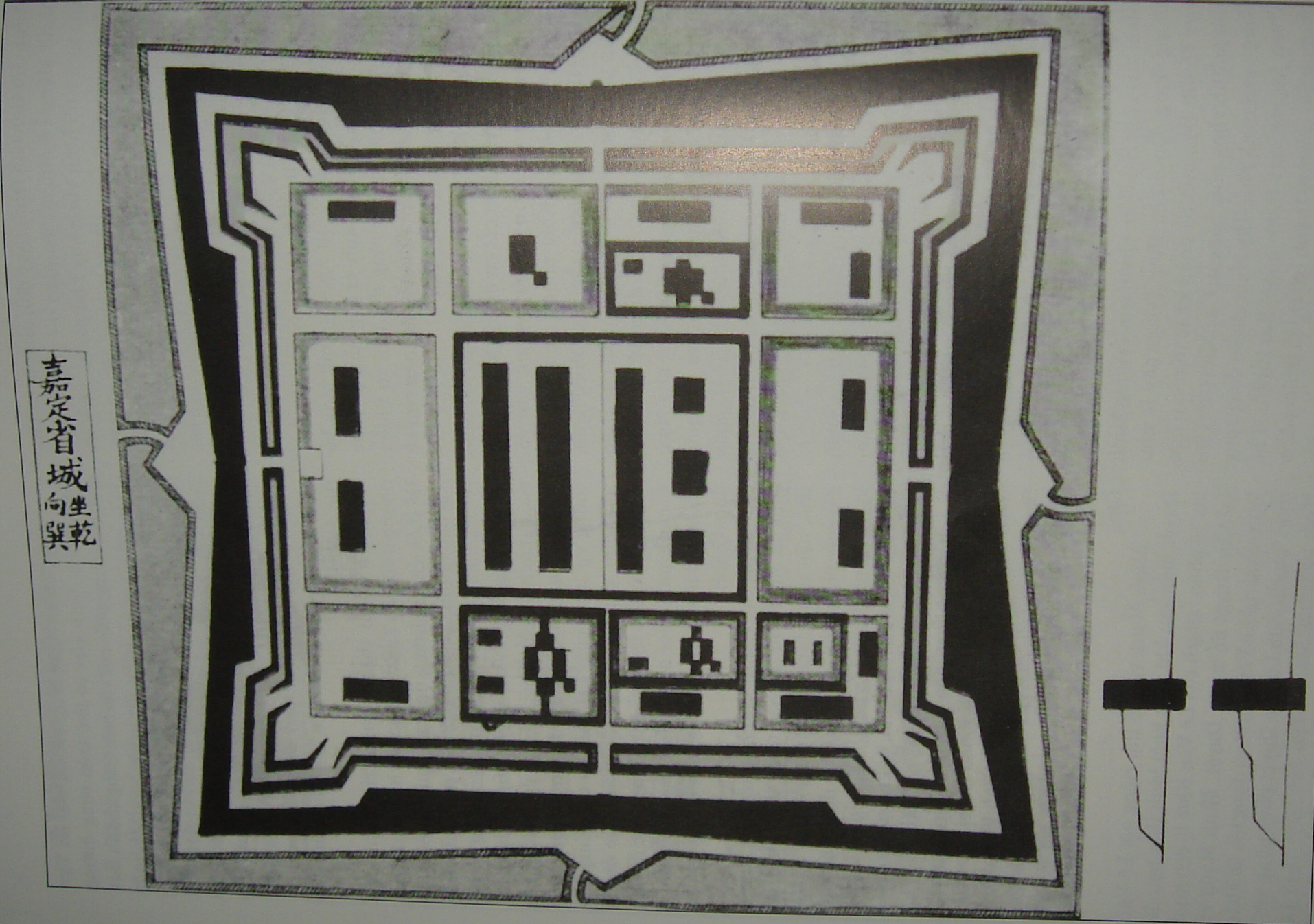
Thành Gia Định 1832, áp dụng kỹ thuật phòng thủ Vauban
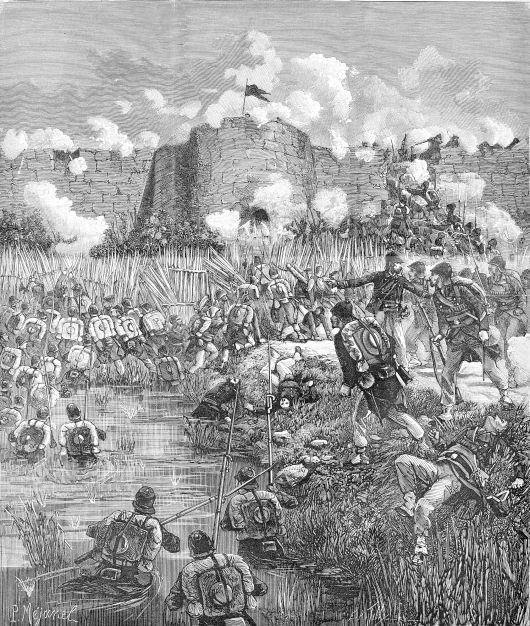
Bức họa cuộc tấn công thành cổ Sơn Tây của quân Pháp
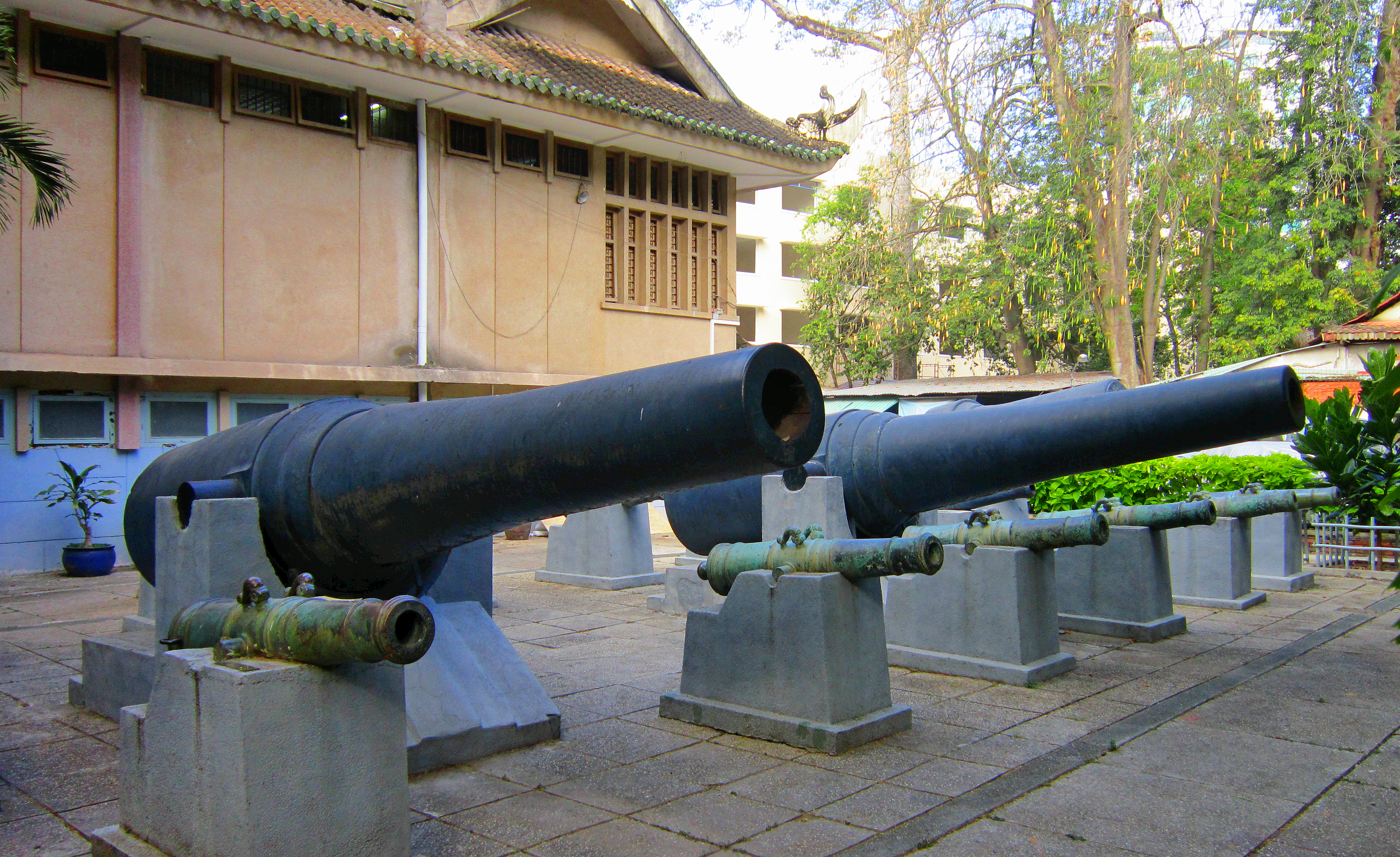
Đại bác "Thần uy tướng công" (hàng dưới) đúc triều Gia Long (1817)
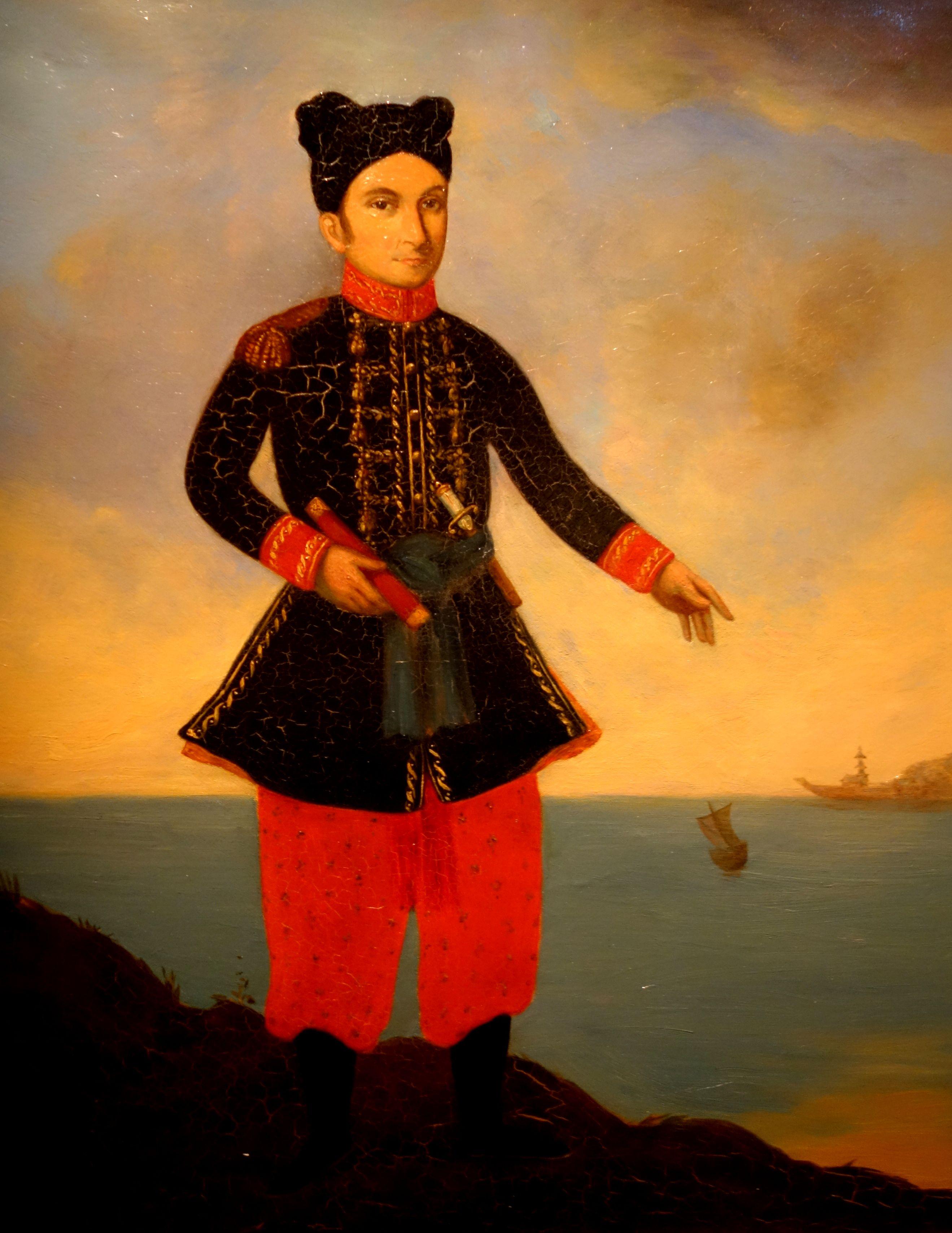
Jean-Baptiste Chaigneau hay Nguyễn Văn Thắng, võ quan nhà Nguyễn
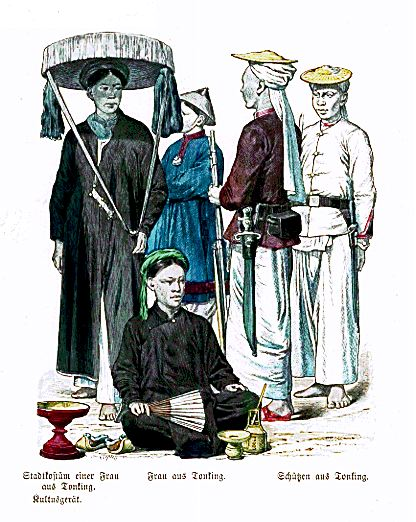
Tranh vẽ thế kỷ 19 với hai phụ nữ (trái) và ba người lính (phải) thời nhà Nguyễn. Lính cầm súng trường và đao.
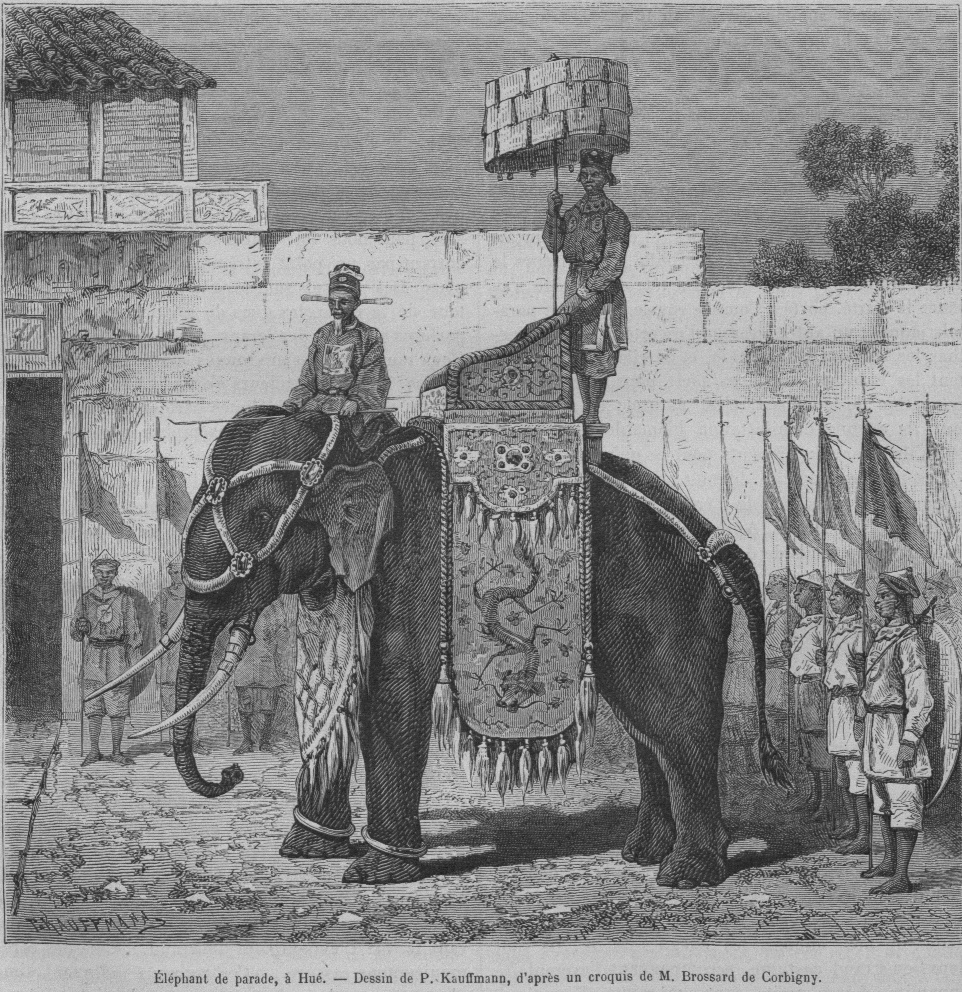
Nghi vệ tượng binh nhà Nguyễn
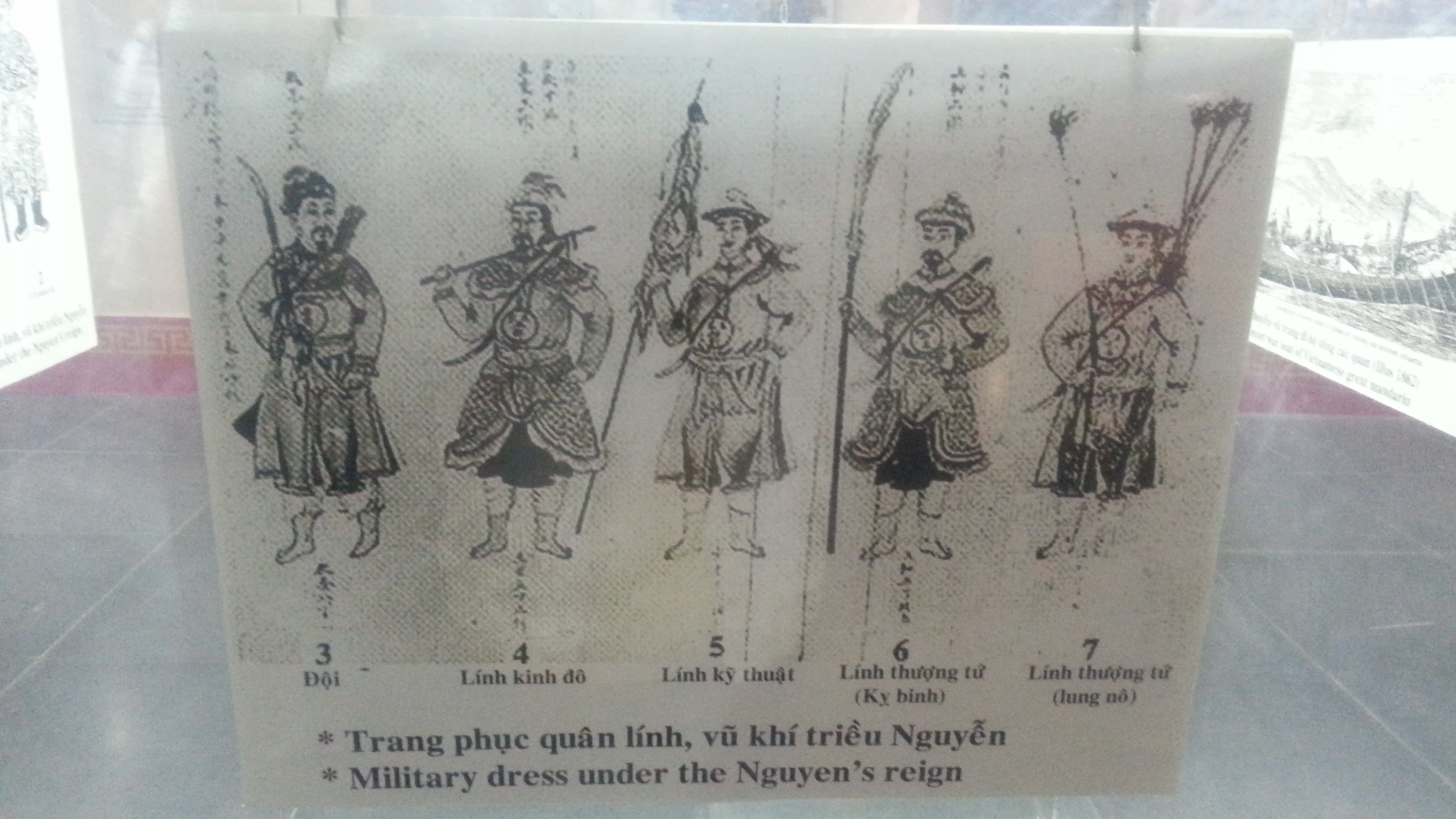
Các loại quân thời Nguyễn. Tranh viện Viễn Đông Bác Cổ. Bảo tàng Hà Nội.